# Réquista
Réquista (okzitanisch: Requistar) ist eine französische Gemeinde im Département Aveyron mit 1.940 Einwohnern (Stand: 1. Januar 2022) in der Region Okzitanien. Sie ist Teil des Arrondissements Millau und des Kantons Monts du Réquistanais. Die Einwohner werden Réquistanais genannt.

## Geografie
Réquista liegt etwa 33 Kilometer ostnordöstlich von Albi im Zentralmassiv. Der Fluss Tarn fließt im Süden der Gemeinde, im Norden der Giffou in den hier die Durenque einmündet. Umgeben wird Réquista von den Nachbargemeinden La Selve im Norden, Durenque im Nordosten, Lestrade-et-Thouels im Osten, Connac im Osten und Südosten, Brasc im Süden und Südosten, Fraissines im Süden und Südwesten, Cadix im Südwesten, Le Dourn im Westen und Südwesten sowie Saint-Jean-Delnous im Westen.
Durch die Gemeinde führen die früheren Routes nationales 602 und 603.

## Geschichte
Réquista ist eine Bastide, die 1290/1293 gegründet wurde. 

## Bevölkerungsentwicklung
| Jahr      | 1962 | 1968 | 1975 | 1982 | 1990 | 1999 | 2006 | 2012 | 2018 |
| --------- | ---- | ---- | ---- | ---- | ---- | ---- | ---- | ---- | ---- |
| Einwohner | 2405 | 2482 | 2625 | 2512 | 2243 | 2060 | 2118 | 2020 | 1994 |

## Sehenswürdigkeiten
- Kirche Saint-Julien

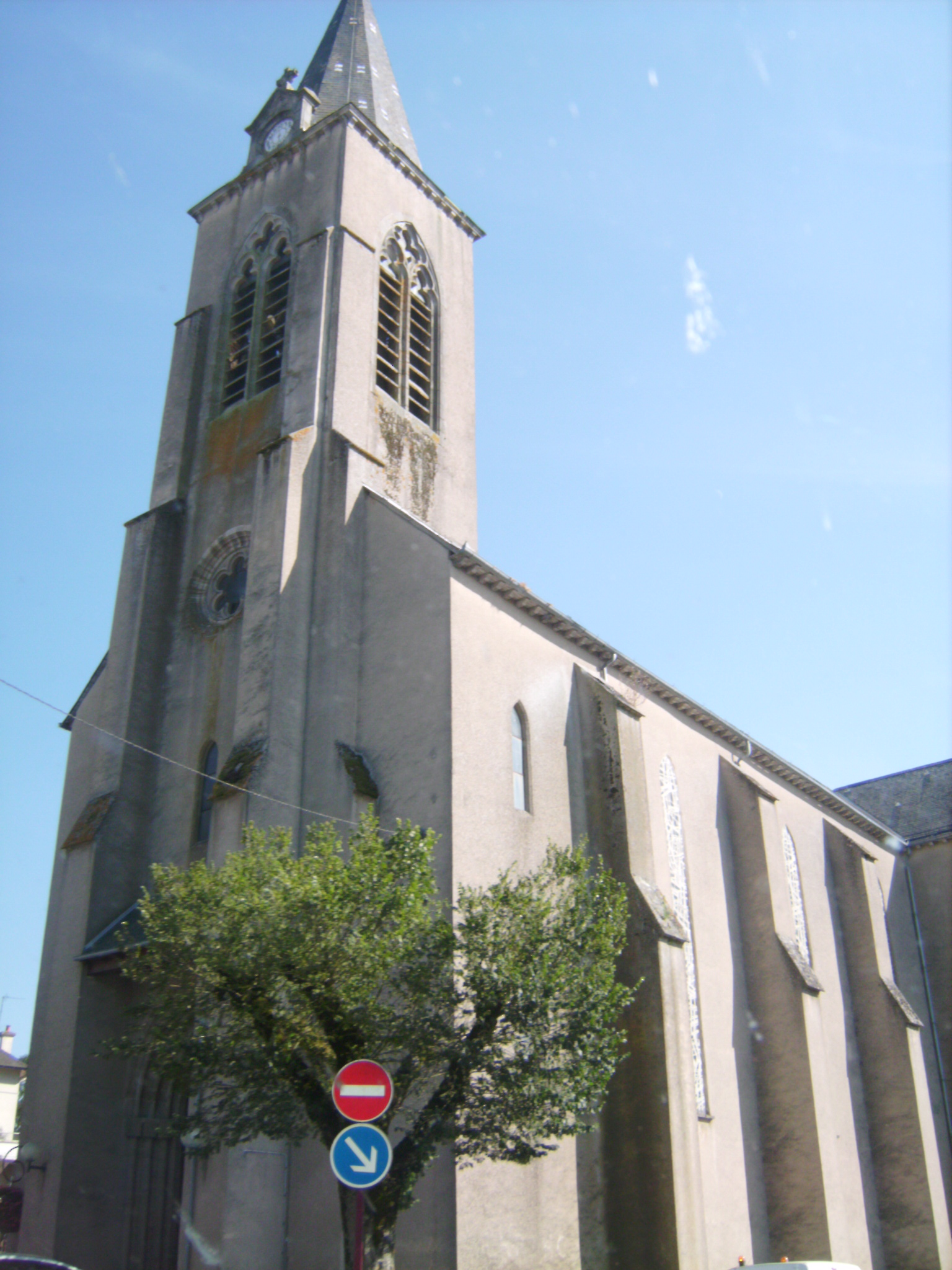
Kirche Saint-Julien

- Kirche Saint-Jean-Baptiste im Ortsteil L’Hôpital-Bellegarde
- Kirche Saint-Martin im Ortsteil Combradet
- Kirche Saint-Martin im Ortsteil Lebous
- Kirche Saint-Sernin im Ortsteil Lincou
- Kunstmuseum im Herrenhaus Lincou